# Кисельов Олексій Сергійович
Олексій Сергійович Кисельов (рос. Алексей Сергеевич Киселёв; нар. 1 травня 1992, Істра, Московська область, Росія) — російський футболіст, півзахисник.

## Життєпис
Вихованець футбольної школи московського ЦСКА. У 2009-2010 роках виступав за дубль армійців, зіграв 54 матчі та відзначився трьома голами в молодіжній першості. З 2011 року виступав за клуби другого дивізіону Росії — «Істра», «Поділля» та «Якутія».
На початку 2016 року перейшов в вірменську «Міку». Дебютний матч у чемпіонаті Вірменії зіграв 3 березня 2016 року проти «Арарату», першим голом у вищій лізі відзначився 23 квітня 2016 року, також у воротах «Арарату». Всього зіграв 8 матчів та відзначився 1 голом у чемпіонаті країни, а також 3 матчі (1 гол) — у Кубку Вірменії. Разом з командою став фіналістом Кубку, причому відзначився переможним голом у півфінальному матчі проти «Гандзасара».
Після повернення в Росію приєднався до тульського «Арсеналу», але виступав виключно за другий склад команди. Футбольну кар'єру завершив 2017 року вже в аматорському клубі «Істра».